# Robots après tout
Albums de Philippe Katerine
8e ciel
(2002) Studiolive
(2007)
Robots après tout est le 8e album du chanteur français Philippe Katerine, paru le 10 octobre 2005.

## Historique
À la différence de ses albums précédents, Philippe Katerine n'a pas travaillé avec les Recyclers, mais s'est entouré de Gonzales et Renaud Letang. Le style du disque est également beaucoup plus orienté vers les musiques électroniques.
Le titre peut être perçu comme un clin d'œil à l'album Human After All de Daft Punk. Pour Philippe Katerine ; « c’est plutôt l'idée affreuse de faire partie d'un groupe où tout le monde te ressemble. On s'aperçoit vite que c'est une idée atroce. ». Il explique ailleurs : « je me sens robot quelque part. L'humain est robot et le robot est humain d'une certaine façon. »
La chanson Le 20.04.2005, qui met en scène Marine Le Pen, est inspirée d'un événement réel ; mais si Philippe Katerine l'a effectivement croisée en sortant de la maison de la Radio il n'avait aucune intention d'avoir une relation sexuelle avec elle. Le reste de la chanson est une histoire qu'il a imaginée.
L'album a été popularisé par le tube Louxor, j'adore (clin d'œil à la boîte de nuit Le Looksor basée à Clisson), qui lui permet de connaître un grand succès commercial, se vendant à plus de 400 000 d'exemplaires.

## Réception
L'album est inclus dans l'ouvrage Philippe Manœuvre présente : Rock français, de Johnny à BB Brunes, 123 albums essentiels.

## Pistes
Toutes les chansons sont écrites et composées par Philippe Katerine.
| No  | Titre                              | Durée |
| --- | ---------------------------------- | ----- |
| 1.  | Êtres humains                      | 2:36  |
| 2.  | Borderline                         | 3:32  |
| 3.  | Numéros                            | 3:40  |
| 4.  | Le train de 19 h                   | 3:06  |
| 5.  | Louxor, j'adore                    | 3:02  |
| 6.  | Le 20.04.2005                      | 2:48  |
| 7.  | Titanic                            | 3:12  |
| 8.  | 100% V.I.P. (musique Pierre Bondu) | 3:03  |
| 9.  | Patati Patata !                    | 1:25  |
| 10. | Excuse-moi                         | 3:36  |
| 11. | Qu'est-ce qu'il a dit ?            | 2:35  |
| 12. | 78.2008                            | 2:48  |
| 13. | Après moi                          | 2:40  |
| 14. | 11 septembre                       | 5:10  |

## Fiche technique
- Production : Philippe Katerine
- Réalisation / musiciens : Renaud Letang et Gonzales
- Pochette : Restez vivants !
- A & R : Alan Gac
- Eric John Kaiser a participé aux chœurs.

## Singles
Robots après tout a donné lieu à deux singles :
- V.I.P. au Louxor (juillet 2005) :
  1. 100% V.I.P.
  2. Le 20-04-2005
  3. Au Louxor
  4. 100% V.I.P. Lemurianremix par Rigolus
  5. VV Megamix
- Louxor, j'adore

## 2008 Vallée
2008 Vallée est un spectacle de Philippe Katerine et Mathilde Monnier avec : Julia Cima, Julien Gallée Ferré, Philippe Katerine, Maud Le Pladec, Fang Lin, Eric Martin et Mathilde Monnier.
C'est un spectacle qui mélange danse contemporaine et chansons de l'artiste tirées de l'album Robots après tout.
Les représentations ont eu lieu durant l'année 2007. Une a eu lieu lors du 62e Festival d'Avignon dans la cour d'honneur du Palais des Papes.